# 孫理蓮
孫理蓮（英語：Lillian R. Dickson，1901年1月29日—1983年1月14日），是一位出身美國明尼蘇達州的基督長老教會宣教師。她是孫雅各宣教師的妻子，並在1952年創立全台第一個立案的社會福利機構－－財團法人基督教芥菜種會。

## 生平
1927年，孫理蓮在與孫雅各結婚後連袂前往臺灣傳教，在太平洋戰爭之前，她以宣教士太太(a missionary's wife)自居，協助丈夫孫雅各的傳教工作。二次大戰期間，她與孫雅各受到來自臺灣總督府的施壓而不得已離開臺灣前往圭亞那持續傳教事業。
1947年，孫理蓮再度返回臺灣。看到戰後台灣的百廢待興，她決定以太太宣教士(a missionary wife)的角色進行醫療、弱勢救助與教育的服務。
1948年至1950年代，孫理蓮參與門諾會在台灣組成的山地巡迴醫療團，進入山區服務原住民，同行的包含呂春長牧師、門諾會宣教士高甘霖與謝緯醫師。
1949年，她進入樂生療養院，並在1950年代連結白信德(1909-1979，Signe Berg)、杜愛明、「埔里阿公」徐賓諾、「小兒麻痺之父」畢嘉士等醫療宣教士到樂生療養院，提供院民醫療與物質的資源。
1951年，在美國海外盲人基金會紐約總會(簡稱美盲會)的資助下，孫理蓮與許多地方熱心人士共同在新莊成立台灣盲人重建院，展開視障服務工作。
1952年，她成立基督教芥菜種會，藉由機構展開更全面的社會救助工作；同年為樂生療養院的漢生病患興建聖望教會。
1953年，她為漢生病患的孩童設立安樂之家，使孩童降低被父母感染的風險；同年並在世界展望會創辦人鮑伯·皮爾斯的贊助下，為無家可歸的孩子設立兒童之家。
1955年，她看到部落醫療資源的缺乏，因此在南投埔里成立基督教山地中心診所，也就是今日埔里基督教醫院的前身。同時肺結核在部落大流行，因此她於隔年陸續在南投埔里、花蓮山廣(佳民村)、台東新港(成功鎮)、台東關山、屏東新埤設立肺病療養院，治療得到肺結核的原住民。
1957年，她在新莊成立愛心育幼院，收容各式各樣需要幫助的孩子；並於同年為身障者設立慈愛殘障之家，以及進入監獄推展監獄關懷工作。隔年，她於全台沿海地區設立25處牛奶供應站，發送牛奶與維他命來補充兒童的營養；並興建義工學校給男性原住民與女子護理學校給女性原住民，提供技職教育訓練。
1960年，她為台北的流浪少年設立少年之家；並為原住民在花蓮市、台東關山、台東市、屏東新埤、南投埔里等地打造馬利亞產院，提供原住民婦女可以安心生產的場所；同年由於烏腳病疫情嚴重，她也聯繫王金河醫師與謝緯醫師，在台南北門鄉成立北門免費診所(憐憫之門)，由孫理蓮資助診所營運的資金，王金河與謝緯為患者義診，開始近25年的醫療服務，孫理蓮、王金河及謝緯也因此被稱為臺灣早期烏腳病醫療的「鐵三角」。除烏腳病醫療服務外，孫理蓮也依王金河請託，贊助病患的「手工藝工場」，讓病患透過編織草蓆自立。
1962年，她所成立的財團法人基督教芥菜種會正式在台灣立案，成為全台第一個立案的社福組織；同年她設立墊腳石補習班，協助想繼續升學的原住民。
1965年，她於新北市萬里成立萬里營地(今孫理蓮紀念營地)，讓育幼院的孩子可以在暑期來到營地遊玩。
1968年，她延續丈夫孫雅各宣教士的遺願(1967年辭世)，成立焚棘海外宣道會，開啟台灣原住民牧師至南洋進行宣教與教育的工作。
1970，她在花蓮成立待產媽媽之家，讓未婚懷孕的婦女可以安心休養與生產。
1983年，她在工作中辭世，與丈夫孫雅各一同長眠於台灣神學院，芥菜種會事務由女婿唐華南(Rev. Vernon Tank)宣教士與女兒瑪莉安（Marilyn Tank，1932-)接手。

## 家族
女兒: 
瑪莉安（Marilyn Ruth Tank，1932/07/13-2021/12/16)，出生於台北，家中排行老二。因父親孫雅各為當時台北神學校校長，童年時期便因校舍搬遷而居住過淡水、台北市雙連等地。1940年二戰期間隨父母返美，並在美國完成高中與大學學業。1954年，瑪莉安畢業於惠頓學院並在同年返回台北，協助母親孫理蓮在芥菜種會的服務工作。1959年，瑪莉安與唐華南宣教士結婚，定居花蓮，夫妻共同負責芥菜種會在花蓮的服務工作，包含芥菜種會的「馬利亞產院」、「肺病療養院」、「保母學校」、「護理學校」、「習藝所」等，並開拓花蓮當地的基督教教會。1983孫理蓮過世，丈夫唐華南（Vernon William Tank）接任芥菜種會第二屆董事長，兩人共同主責芥菜種會事務。1992年瑪莉安從芥菜種會退休，與丈夫共同返美。由於心繫台灣，她在1997年前仍數次回台協助芥菜種會的服務工作，現定居於芝加哥。

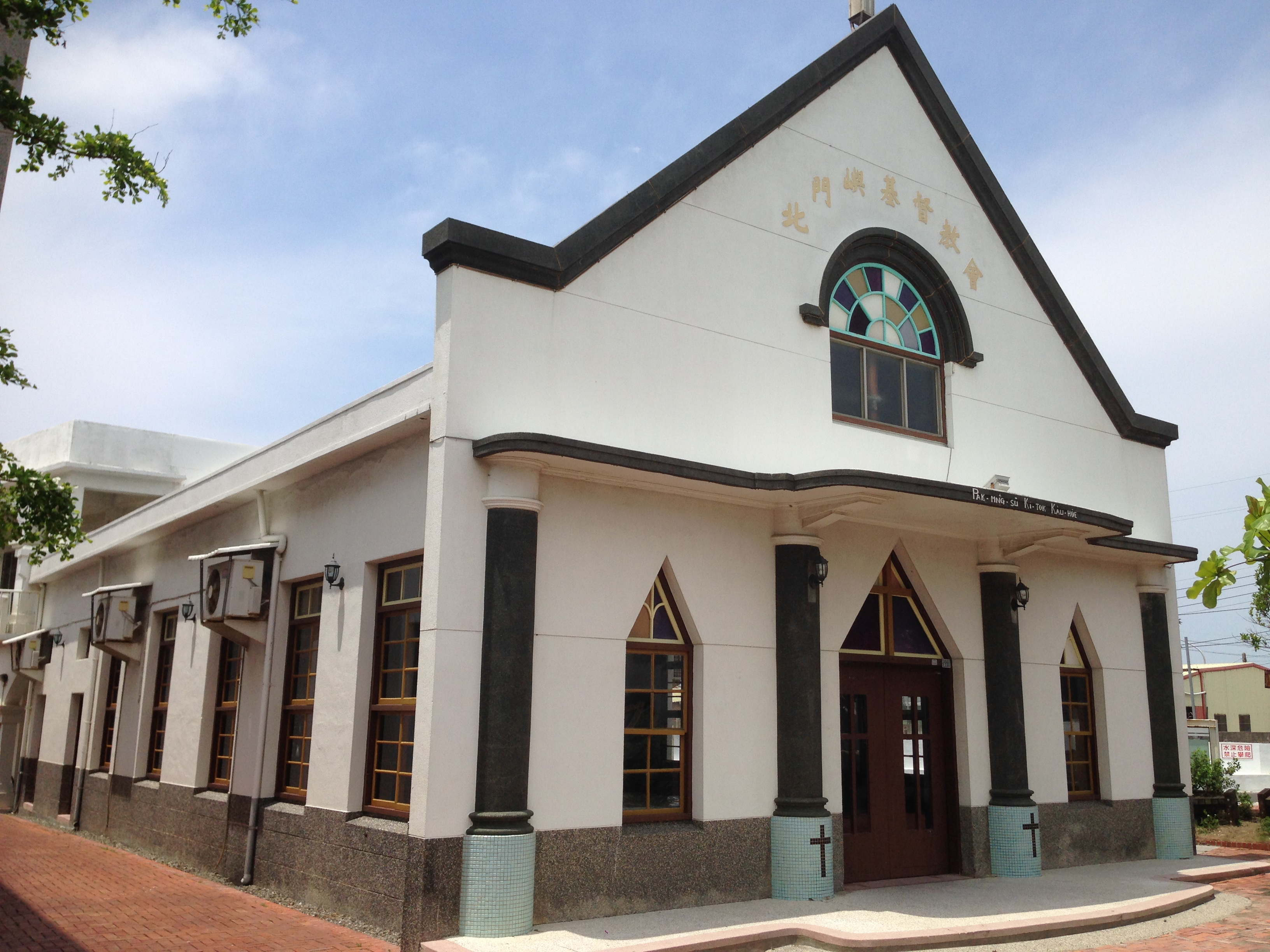
北門嶼基督教堂，孫理蓮在臺南北門的傳教據點

## 参看
- 孫雅各
- 王金河
- 謝緯
- 徐賓諾
- 高甘霖
- 烏腳病
- 樂生療養院
- 基督教芥菜種會